# Єфремов Олександр Андрійович
Олекса́ндр Андрі́йович Єфре́мов (* 10 квітня 1948, Кривий Ріг) — український футбольний функціонер. З червня 2009 року — генеральний директор української футбольної Прем'єр-ліги. Колишній генеральний директор львівських «Карпат».

## Життєпис
Закінчив Криворізький металургійний інститут Національної металургійної академії України (спеціалізація — інженер-металург) і Криворізький економічний інститут (КЕІ) (економіст).
Трудовий шлях розпочав у 1966 році на цегляному заводі «Червоний Жовтень» у місті Кривий Ріг. З 1967 р. працював на металургійному комбінаті «Криворіжсталь» машиністом турбокомпресорів, електрослюсарем, начальником відділу, начальником управління.
У серпні 1991 р. призначений заступником генерального директора з економічних питань (фактично займав цю посаду з вересня 1989 р.)
З 1995 р. — начальник новоутвореного управління маркетингу комбінату «Криворіжсталь».
- 1995—1996 — начальник управління Міністерства промислової політики України.
- 1996—1998 − заступник голови правління «Індекс-банку».
- 1999—2001 − керівник напряму ПГ «Європа-ІІ».
- 2001 — генеральний директор ФК «Карпати» (Львів).
- 2002—2004 — виконавчий директор громадської організації «Карпати».
- 2006—2008 — генеральний директор ФК «Карпати» (Львів).
- 2009 — генеральний директор української футбольної Прем'єр-ліги.